# Załęże
Załęże (tiếng Đức: Zalenze) là một quận của Katowice, nằm ở phía tây bắc của thành phố, ở phần trung tâm của khu đô thị Thượng Silesian, trên sông Rawa. Nó chạy dọc theo đường Gliwicka đặc trưng với độ quanh co của trung tâm thành phố đến biên giới của Chorzów.
Đây là một trong những quận lâu đời nhất của Katowice, có từ thế kỷ thứ mười ba. Vào cuối thế kỷ thứ mười tám, công dân ở đây chủ yếu làm nông nghiệp, khi nó bắt đầu phát triển khai thác than, công nghiệp sắt và kẽm, cho phép tăng dân số nhanh chóng. Năm 1924, Załęże trở thành một quận của Katowice. Sau sự sụp đổ của các nhà máy công nghiệp lớn vào đầu thế kỷ XXI, Załęże trở thành trung tâm của một khu dân cư và dịch vụ. Vào cuối năm 2007, quận có 11 569 cư dân.
Sự phát triển phụ thuộc vào một mức độ lớn là nhà phố và các familoks từ đầu thế kỷ XIX và thế kỷ XX, cũng như các tòa nhà và dịch vụ dân cư được tạo ra sau Thế chiến II. Các kiến trúc có giá trị nhất ở Załęże là Nhà thờ tân cổ điển Saint Joseph và Cung điện ở Załęże, phần còn lại của một trang trại cũ. Załęże được kết nối rất tốt bởi đường cao tốc A4 và Drogowa Trasa rednicowa chạy qua Załęże, cũng như tuyến đường sắt và xe điện E 30 quốc tế.